# Nhà thờ Eremitani

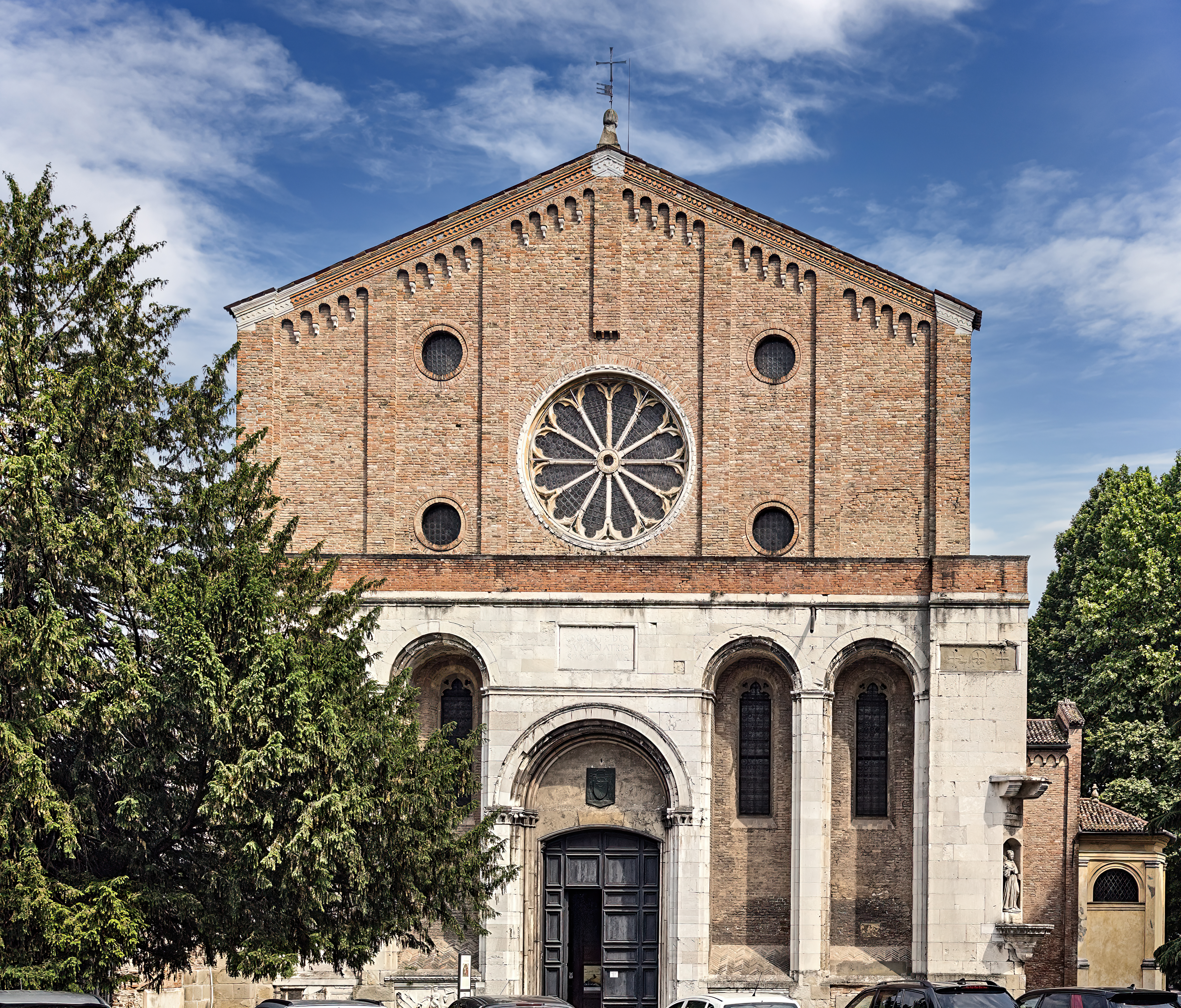
Mặt tiền của nhà thờ

Nhà thờ Eremitani (tiếng Ý: Chiesa degli Eremitani) hay còn được gọi là Nhà thờ của các ẩn sĩ là một nhà thờ dòng Augustinô mang kiến trúc Gothic thế kỷ 13 nằm ở Padova, Veneto, Ý. Nó nằm bên cạnh nhà nguyện Scrovegni nổi tiếng với các bức bích họa của Giotto và phòng trưng bày nghệ thuật, khảo cổ học Musei Civici di Padova, nằm trong tu viện dòng Augustinô trước đây giờ là bên trái lối vào.

## Lịch sử
Các ẩn sĩ dòng Augustinô đã đến Padova vào năm 1237. Nhờ sự bảo trợ của vợ chồng quý tộc địa phương là Zaccaria dell'Arena, nhà thờ được xây dựng từ năm 1260 đến 1276 dành riêng cho các thánh Philípphê và Giacôbê. Các tu sĩ quản lý tu viện và nhà thờ cho đến năm 1806, khi quyền cai trị của Napoléon đàn áp dòng Augustinô và cho đóng cửa tu viện. Nhà thờ được mở cửa trở lại vào năm 1808, đến năm 1817 thì được cải tổ thành nhà thờ giáo xứ.
Mặt tiền nhà thờ cao với ô cửa sổ tròn hình hoa hồng. Cổng bên có từ thế kỷ 15 có các bức phù điêu mô tả các tháng do Nicolò Baroncelli hoàn thành. Bên trong nhà thờ chỉ có duy nhất gian giữa. Nhà thờ từng là nơi có Nhà nguyện Ovetari nổi tiếng với các bức bích họa thời Phục hưng của Andrea Mantegna vẽ từ năm 1448 đến năm 1457 mô tả những cảnh trong cuộc sống của các Giacôbê và Christopher. Tuy nhiên, nhà nguyện đã bị phá hủy phần lớn bởi một cuộc không kích vào tháng 3 năm 1944 của quân Đồng minh trong Thế chiến thứ hai vì nó nằm cạnh một cơ quan đầu não của Đức. Chỉ còn 88.000 mảnh vỡ có diện tích 77 mét vuông trong khi diện tích ban đầu là vài trăm.
Nhà thờ vẫn còn lưu giữ các bức bích họa của các họa sĩ khác bao gồm Guariento và Ansuino da Forlì. Đây cũng là nơi chôn cất của Jacopo II và Ubertino I là hai lãnh chúa của Padova cùng nhà điêu khắc, kiến trúc sư thế kỷ 14 Andriolo de Santi. Trước đây thi hài của họ được an táng ở nhà thờ Thánh Augustinô nhưng đã được chuyển đến đây sau khi nhà thờ đó bị san bằng vào năm 1819 theo lệnh của chính phủ Áo.

## Hình ảnh

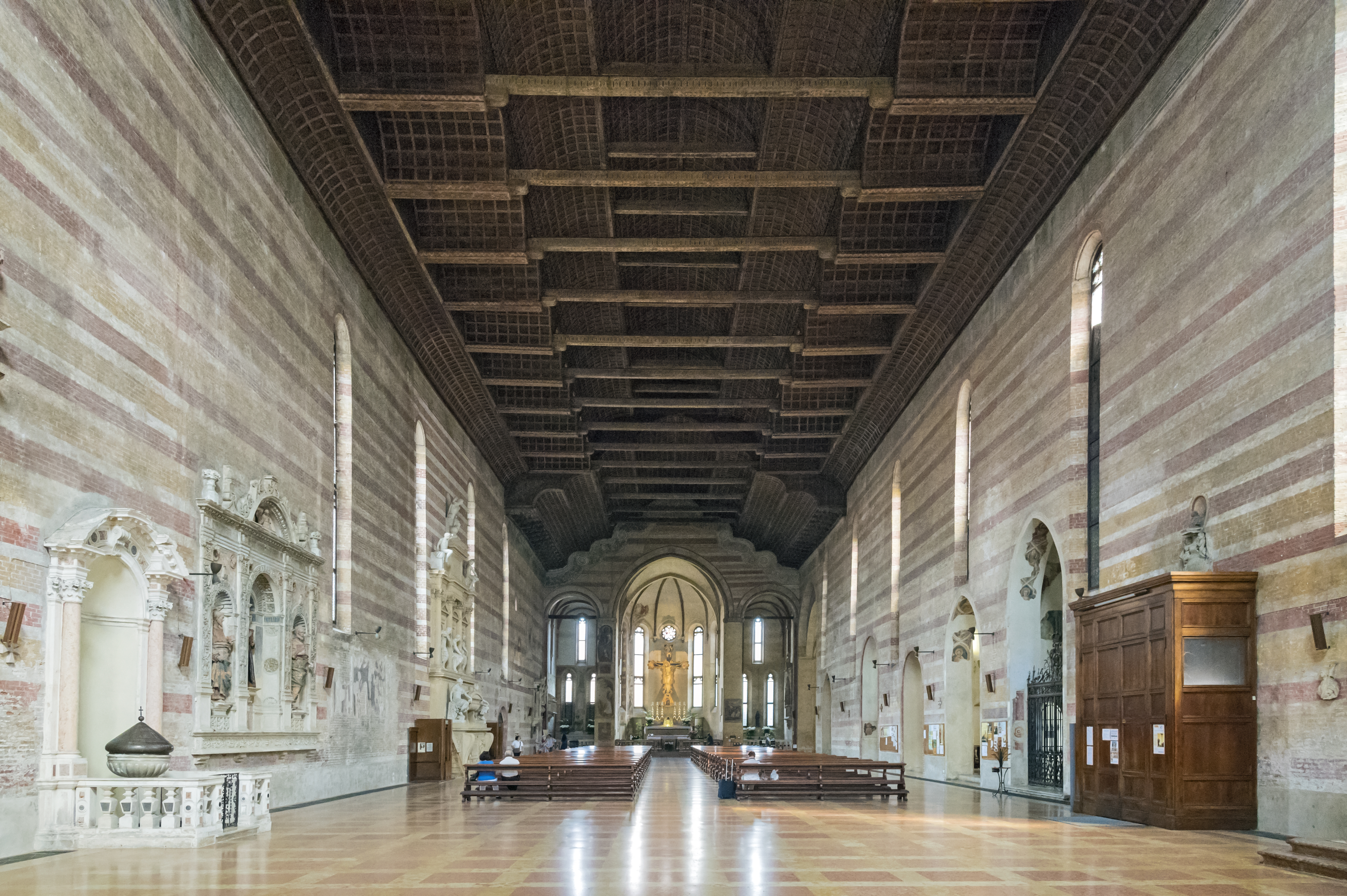
Gian giữa
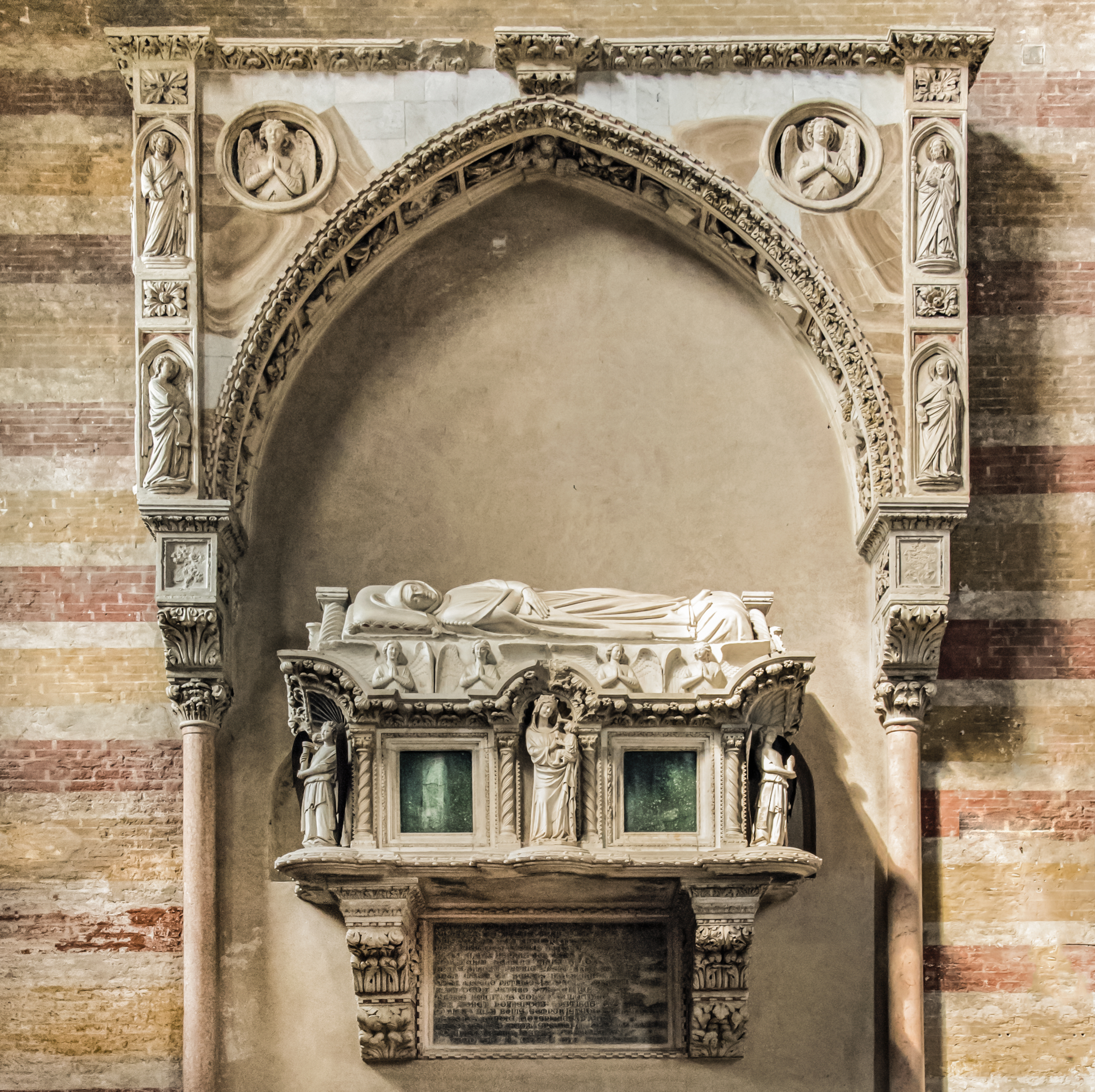
Lăng mộ Jacopo II của Carrara
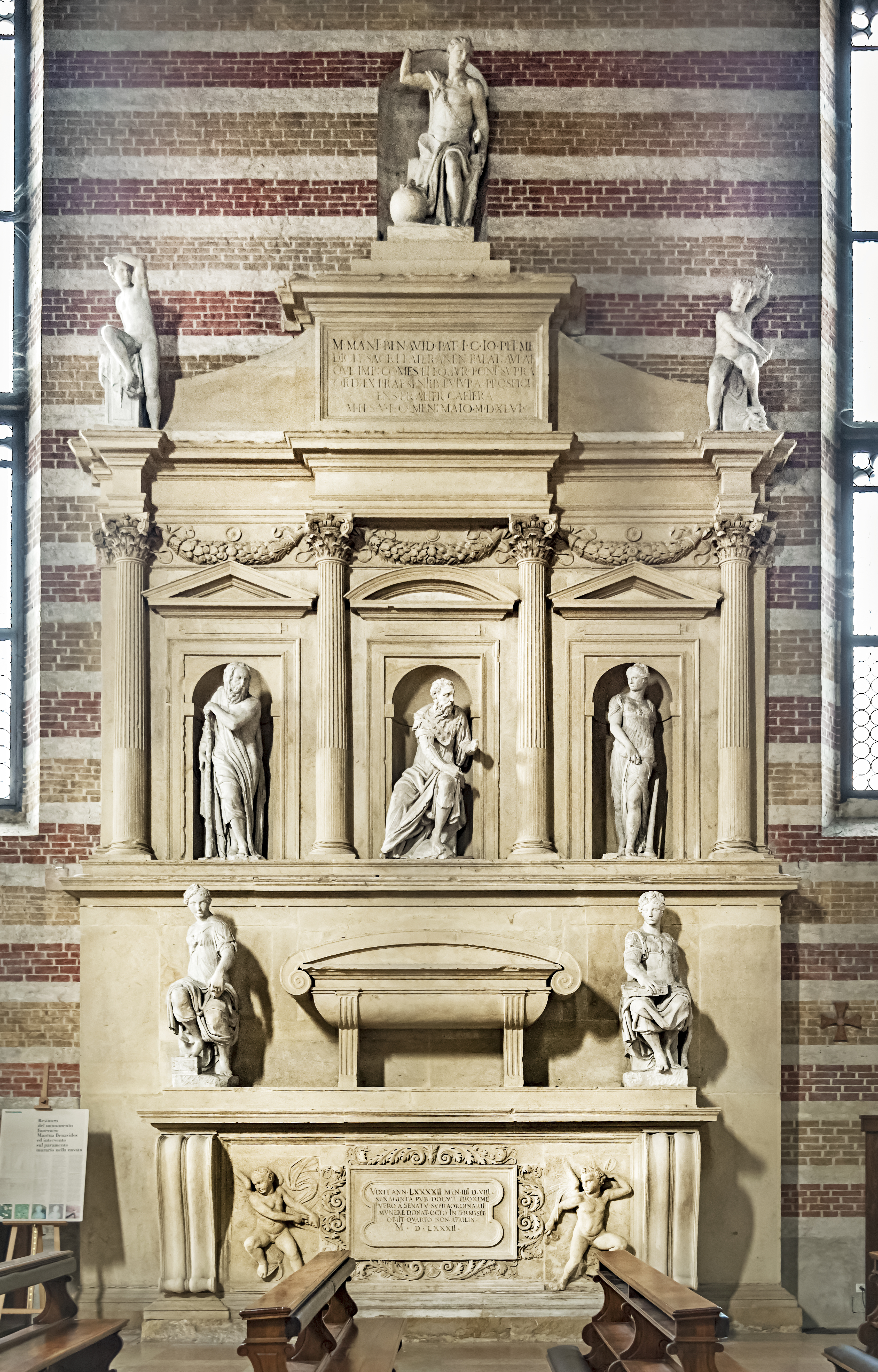
Lăng mộ của Marco Mantua Bonavides
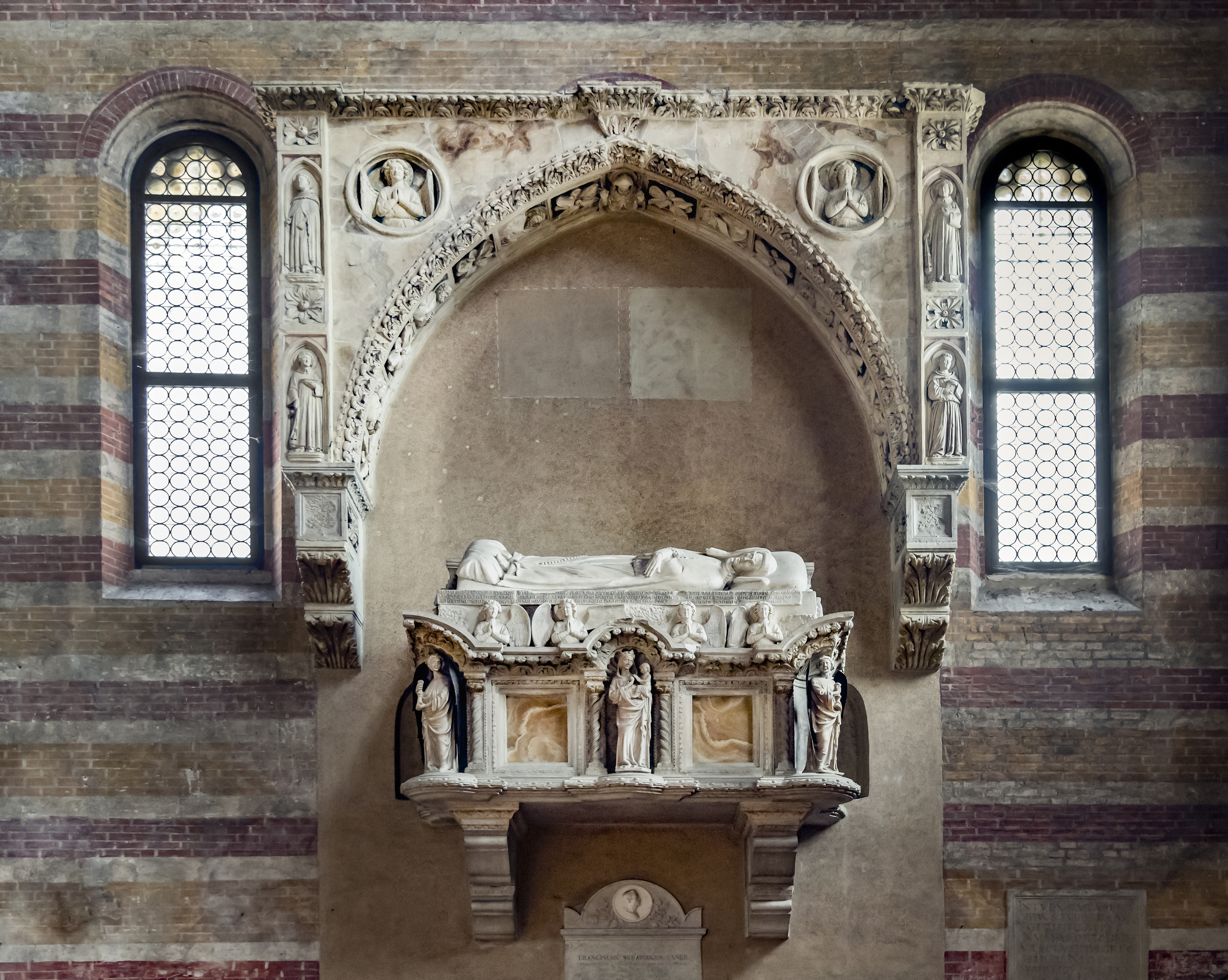
Lăng mộ của Ubertino của Carrara